# 瀋陽級駆逐艦
瀋陽級駆逐艦（シェンヤンきゅうくちくかん、英語: Shenyang-class destroyer）は、中国人民解放軍海軍のミサイル駆逐艦の艦級。中国人民解放軍海軍での名称は051C型駆逐艦（中: 051C型驱逐舰）、NATOコードネームは旅洲型（英: Luzhou-class）。

## 来歴
1995年の第三次台湾海峡危機の際に、アメリカ海軍の圧倒的な能力を見せつけられた中国人民解放軍海軍は、国産駆逐艦の性能限界を痛感した。これを受けて、1999年から2000年にかけてロシア製の956E型駆逐艦（ソヴレメンヌイ級）2隻を緊急導入（2005年より956EM型2隻を追加配備）するとともに、空母整備計画も視野に、優れた対空戦能力を有するミサイル駆逐艦の整備が計画されるに至ったと見られている。
1990年代中期のDDG整備計画着手直後は、多艦級の少数建造方針が採択されており、本級の建造もこの一環となっている。まず、956E型の就役開始と同年の1999年、956E型と同系列の中距離艦対空ミサイル・システムを搭載した052B型（広州級）が起工された。続いて2002年には、国産の長距離艦対空ミサイル・システムであるHHQ-9を搭載した052C型（蘭州級）も起工された。しかし、052B型は保守的な設計を採用していた一方、052C型のシステムは諜報活動も含めて開発が進められていたことから、性能面では未知数な部分が多かった。このことから、052C型のバックアップおよび比較検討のため、ロシア製の長距離艦対空ミサイル・システムを搭載した国産DDGとして建造されたのが本級である。
なおその後、HHQ-9の開発進展を受けて、052C型や発展型の052D型が量産体制に入ったため、本級の建造は2隻で打ち止めとなっている。

## 設計
設計面では、おおむね051B型（旅海型）の発展型となっているが、ステルス性への配慮は導入されていない。
また主機関も、ドイツ製のMTU 12V1163 TB83ディーゼルエンジンとウクライナ製のDT-59ガスタービンエンジンによるCODOG方式という、052A型（旅滬型）の2番艦以来の構成が踏襲されている。ただし主機関については、蒸気タービンという説もある。

## 装備
上記の経緯より、本級の最大の特徴が、リフ-M艦隊防空ミサイル・システムの搭載である。これは、ロシアが自国海軍用のS-300FM「フォールト-M」の輸出型として開発したものであり、SA-N-20のアメリカ国防総省（DoD）識別番号を付与されている。
ミサイルの垂直発射システムは、ロシア海軍のスラヴァ級ミサイル巡洋艦と同じく8連装のリボルバー式を採用しており、2基を艦橋直前の01レベルに、また4基を後部上部構造物上に搭載している。ロシア本国のS-300FMではミサイルとしては48N6E2が採用されていたが、これはTVM誘導とSARH誘導を併用して、最大射程200キロメートルとされていた。
火器管制レーダーとしては、起倒式・全周旋回式のフェーズドアレイ・アンテナを用いた30N6E（NATO名「ツーム・ストーン」）を後部上部構造物上に備えているが、これは多機能レーダーとしての性格もある。この他に、3次元レーダーとして382型レーダー（フレガートMAE-5の中国版）を後檣上に、また低空警戒/対水上捜索用として364型レーダーをレドームに収容して前檣上に、それぞれ備えている。
対艦兵器としては、国産のYJ-83艦対艦ミサイルを4連装発射筒2基に収容して、前部煙突の直後に備えている。その測的・射撃指揮用としては、ロシア製のMR-331「ミネラルME」（NATO名「バンド・スタンド」）を艦橋上に1基備えているが、これは主砲の射撃指揮にも用いられる。
なお、原型となった051B型駆逐艦では後部上部構造物に中型ヘリコプター2機分の格納庫を備えていたが、本級ではこの部分はVLSをはじめとするSAMシステムの関連機器の収容スペースとして充当されたために格納庫は削られており、後部甲板のヘリコプター甲板のみが残されている。

## 比較
|          |            | 051B型（深圳） 近代化改修後   | 052A型（旅滬型） 近代化改修後 | ソヴレメンヌイ級（現代級） 近代化改修後 |
| -------- | ---------- | ----------------------------- | ----------------------------- | --------------------------------------- |
| 船体     | 満載排水量 | 6,600 t                       | 5,700 t                       | 8,060 t                                 |
| 船体     | 全長       | 153 m                         | 148 m                         | 156.37 m                                |
| 船体     | 全幅       | 16.5 m                        | 16.0 m                        | 17.19 m                                 |
| 主機     | 方式       | CODOG                         | CODOG                         | 蒸気タービン                            |
| 主機     | 出力       | 55,000 shp                    | 48,600 shp                    | 99,500 shp                              |
| 主機     | 速力       | 30 kt                         | 31.5 kt                       | 32 kt                                   |
| 兵装     | 砲熕       | 56口径100mm連装砲×1基         | 56口径100mm連装砲×1基         | 70口径130mm連装砲×2基                   |
| 兵装     | 砲熕       | 30mmCIWS×2基                  | 30mmCIWS×2基                  | 30mmCIWS×4基                            |
| 兵装     | ミサイル   | VLS×32セル （HHQ-16）         | HHQ-7 8連装発射機×1基         | VLS×32セル （HHQ-16,YU-8）              |
| 兵装     | ミサイル   | YJ-12A 4連装発射筒×4基        | YJ-83 4連装発射×4基           | YJ-12A 4連装発射機×2基                  |
| 兵装     | ミサイル   | ―                             | 252mm6連装対潜ロケット砲×2基  | ―                                       |
| 兵装     | 水雷       | 3連装短魚雷発射管×2基（Yu-7） | 3連装短魚雷発射管×2基（Yu-7） | 3連装短魚雷発射管×2基（Yu-7）           |
| 艦載機   | 艦載機     | Z-9C/Ka-28×2機                | Z-9C×2機                      | Ka-28×2機                               |
| 同型艦数 | 同型艦数   | 1隻                           | 2隻                           | 1隻 （1隻改修中,2隻改修予定）           |

|          |            | 055型（南昌級）                                            | 052D型（昆明級）                           | 052C型（蘭州級）              | 051C型（瀋陽級）              | 052B型（広州級）              |
| -------- | ---------- | ---------------------------------------------------------- | ------------------------------------------ | ----------------------------- | ----------------------------- | ----------------------------- |
| 船体     | 満載排水量 | 12,000 - 13,000 t                                          | 7,500 t                                    | 7,000 t近く                   | 7,100 t                       | 6,600 t                       |
| 船体     | 全長       | 182.6 m                                                    | 156 m                                      | 154 m                         | 155 m                         | 154 m                         |
| 船体     | 全幅       | 20.9 m                                                     | 18 m                                       | 17 m                          | 17 m                          | 16.5 m                        |
| 主機     | 方式       | COGAG                                                      | CODOG                                      | CODOG                         | CODOG                         | CODOG                         |
| 主機     | 出力       | 130,000 shp以上                                            | 76,000 hp                                  | 48,600 shp                    | 48,600 shp                    | 48,600 shp                    |
| 主機     | 速力       | 30 kt                                                      | 29 kt                                      | 29 kt                         | 30 kt                         | 29 kt                         |
| 兵装     | 砲熕       | 70口径130mm単装砲×1基                                      | 70口径130mm単装砲×1基                      | 55口径100mm単装砲×1基         | 55口径100mm単装砲×1基         | 55口径100mm単装砲×1基         |
| 兵装     | 砲熕       | 30mmCIWS×1基                                               | 30mmCIWS×1基                               | 30mmCIWS×2基                  | 30mmCIWS×2基                  | 30mmCIWS×2基                  |
| 兵装     | ミサイル   | 5860-2006型VLS×112セル （HHQ-9B,HHQ-16B,YJ-18,CJ-10,Yu-8） | 5860-2006型VLS×64セル （HHQ-9,CY-5,YJ-18） | VLS×48セル （HHQ-9A）         | B-203A型VLS×48セル （リフ-M） | 単装発射機×2基 （9M317）      |
| 兵装     | ミサイル   | HHQ-10 24連装発射機×1基                                    | HHQ-10 24連装発射機×1基                    | YJ-62 4連装発射筒×2基         | YJ-83 4連装発射筒×2基         | YJ-83 4連装発射筒×4基         |
| 兵装     | 水雷       | 3連装短魚雷発射管×2基（Yu-7）                              | 3連装短魚雷発射管×2基（Yu-7）              | 3連装短魚雷発射管×2基（Yu-7） | 3連装短魚雷発射管×2基（Yu-7） | 3連装短魚雷発射管×2基（Yu-7） |
| 艦載機   | 艦載機     | Z-18×2機                                                   | Z-9C/Ka-28×1機                             | Z-9C/Ka-28×1機                | ヘリコプター甲板のみ          | Z-9C/Ka-28×1機                |
| 同型艦数 | 同型艦数   | 8隻                                                        | 25隻                                       | 6隻                           | 2隻                           | 2隻                           |

## 同型艦
全艦が北海艦隊に配属されており、2014年12月の時点では膠南市の駆逐艦第1支隊に所属している。
| #   | 艦名                  | 造船所         | 起工   | 進水            | 就役            | 配備先   |
| --- | --------------------- | -------------- | ------ | --------------- | --------------- | -------- |
| 115 | 瀋陽 (Shenyang)       | 遼寧大連造船廠 | 2003年 | 2004年 12月28日 | 2006年 11月28日 | 北海艦隊 |
| 116 | 石家荘 (Shijiazhuang) | 遼寧大連造船廠 | 2004年 | 2005年 7月26日  | 2007年 3月      | 北海艦隊 |

### 活動状況
2012年10月16日には、中国海軍艦隊7隻が太平洋から東シナ海へ向かって、沖縄県与那国島の南南東約49kmの海上を航行しているのを海上自衛隊のP-3C哨戒機が確認したと防衛省が発表している。中国中央電視台は、山東省青島市に帰港したのは北海艦隊所属の7隻で、旅滬型駆逐艦（112 哈爾浜）が艦隊の指揮を執り、瀋陽級(116 石家荘)の他、江衛型フリゲート（528 綿陽）・江凱型フリゲート（546 塩城）などで構成されていたと報じている。